# Großerzbistum Făgăraș und Alba Iulia
Das Großerzbistum Făgăraș und Alba Iulia (lat.: Archidioecesis Fagarasiensis et Albae Iuliensis Romenorum, rum.: Arhieparhia Greco-Catolică de Alba Iulia şi Făgăraş) ist das in Rumänien gelegene Großerzbistum der rumänischen griechisch-katholischen Kirche mit Sitz in Blaj.

## Geschichte

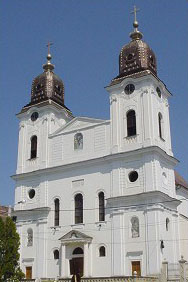
Kathedrale Sfânta Treime in Blaj

Das Bistum Făgăraș wurde am 18. Mai 1721 durch Papst Innozenz XIII. mit der Apostolischen Konstitution Rationi congruit errichtet. Am 16. November 1854 wurde das Erzbistum Făgăraș durch Papst Pius IX. mit der Apostolischen Konstitution Ecclesiam Christi in Erzbistum Făgăraș und Alba Iulia umbenannt. Das Erzbistum Făgăraș und Alba Iulia wurde am 16. Dezember 2005 durch Papst Benedikt XVI. mit der Apostolischen Konstitution Ad totius Dominici zum Großerzbistum erhoben.
Am 29. Mai 2014 wurde die Eparchie Sankt Basilius der Große in Bukarest aus Gebietsteilen des Großerzbistums errichtet und der bisherige Weihbischof in Făgăraș und Alba Iulia, Mihai Frățilă, zum ersten Bischof ernannt.
Der Großerzbischof von Făgăraș und Alba Iulia ist Oberhaupt der rumänischen griechisch-katholischen Kirche.